# Hermanowa
Hermanowa ist eine Ortschaft mit einem Schulzenamt der Gemeinde Tyczyn im Powiat Rzeszowski der Woiwodschaft Karpatenvorland in Polen.

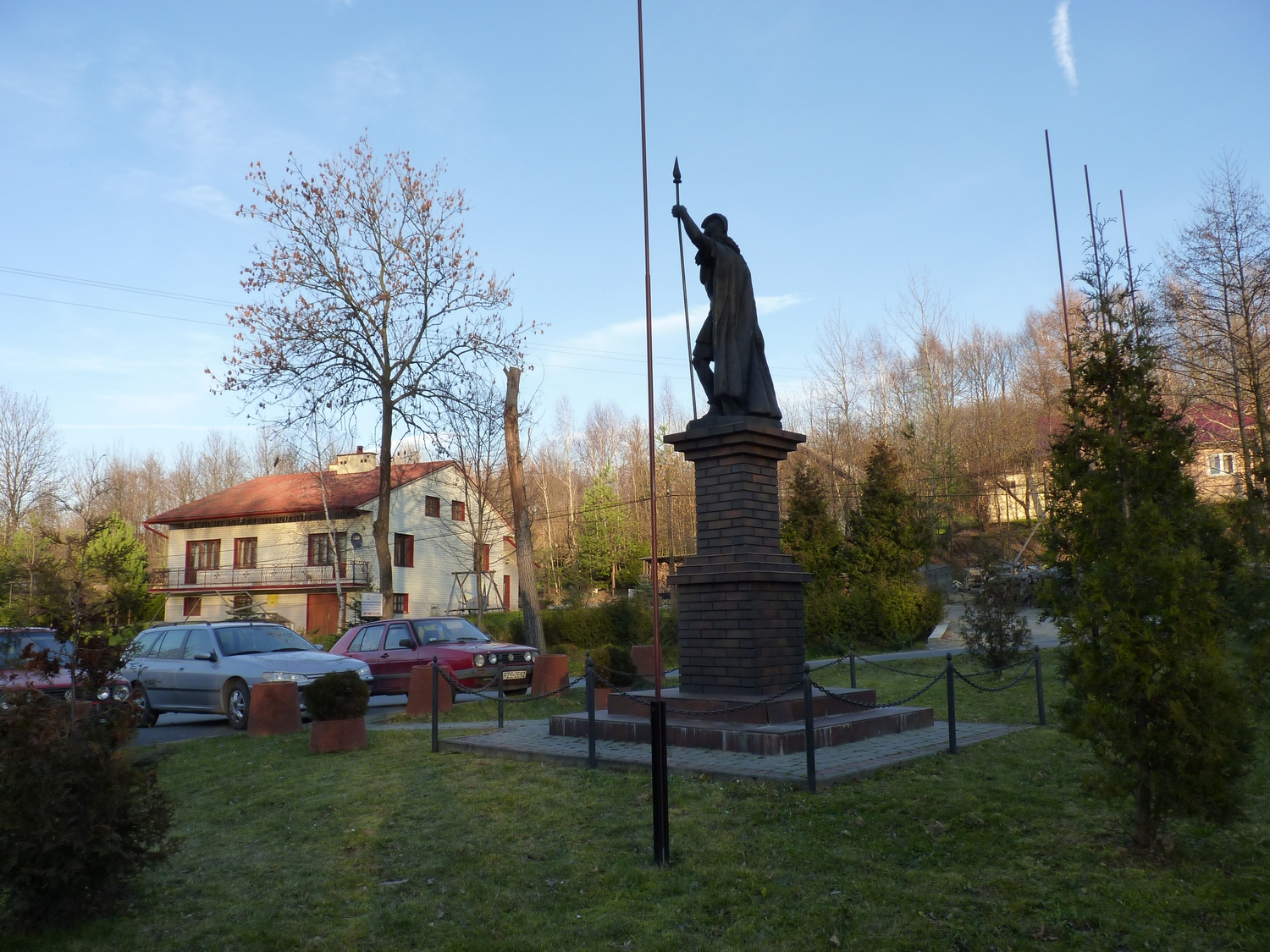
Florian-Figur an einer Kreuzung

## Geographie
Der Ort liegt im Dynów-Gebirge am Bach Hermanówka, unmittelbar südwestlich der Stadt Tyczyn.

## Geschichte
Im Jahr 1450 wurde an diesem Ort eine Vorstadt (Suburbium) von Tyczyn im Besitz von Jan von Pilcza in einer Urkunde vom Wenzel von Oppeln erwähnt und acht Jahre später als das Dorf Hermanawa beziehungsweise Hermanowa im Sanoker Land (später Przemyśler Land) der Woiwodschaft Ruthenien. Der besitzanzeigende Name ist vom deutschen Personennamen Herman mit dem slawischen Suffix -owa abgeleitet. Nach dem örtlichen Forscher Franciszek Malak war Herman ein Pächter. Auch der Name einer anderen Vorstadt von Tyczyn (Kielnarowa) wurde von einem deutschen Personennamen abgeleitet, jedoch hinterließ die vermutlich deutsche Ansiedlung außerdem keine Spuren in der Umgebung der Stadt, wie zum Beispiel keine Überlieferungen über Benutzung der Sprache oder Ortsnamen und Nachnamen deutscher Herkunft (siehe auch Walddeutsche).
Bei der Ersten Teilung Polens kam Hermanowa 1772 zum neuen Königreich Galizien und Lodomerien des habsburgischen Kaiserreichs (ab 1804). Nach der Aufhebung der Patrimonialherrschaften bildete es ab 1850 eine Gemeinde im Bezirk Rzeszów. Zu dieser Zeit wurden zwei Dörfer unterschieden: Hermanowa Górna (Ober-Hermanowa) und Hermanowa Dolna (Nieder-Hermanowa).
1918, nach dem Ende des Ersten Weltkriegs und dem Zusammenbruch der k.u.k. Monarchie, kam der Ort zu Polen. Unterbrochen wurde dies nur durch die Besetzung Polens durch die Wehrmacht im Zweiten Weltkrieg.
Von 1975 bis 1998 gehörte Hermanowa zur Woiwodschaft Rzeszów.